# توجنیکا
توجنیکا (به لاتین: Tujnica) یک منطقهٔ مسکونی در بوسنی و هرزگوین است که در ماگلای واقع شده‌است.